# Джиджикос, Джордж
Джордж Дин Джиджи́кос (англ. George Dean Gigicos, Йо́ргос Дзидзи́кос, греч. Γιώργος Τζιτζίκος; род. 1966, Алабама, США) — американский политический консультант, заместитель помощника президента США и директор отдела организационно-подготовительных мероприятий, одного из подразделений Офиса Белого дома (январь—июль 2017 года). В 2001—2009 годах, будучи сотрудником Белого дома, руководил организацией выступлений президента США Джорджа Буша-младшего. Член Республиканской партии. В июне 2015 года, с первых дней президентской кампании Дональда Трампа, стал руководителем подготовительных мероприятий по организации выступлений, встреч и приёмов Трампа по всей стране. В ноябре 2016 года, после победы Трампа, стал одним из руководящих членов переходной команды (группы советников, дававшей рекомендации о президентских назначениях в будущей администрации). Также является бизнесменом, владельцем фирмы в сфере коммуникаций «Telion Corp», специализирующейся на управлении и планировании мероприятий, PR- и MR-деятельности. Будучи президентом «Telion», Джиджикос участвовал в большинстве избирательных кампаний республиканцев.

## Биография
Родился в штате Алабама (США) в семье греков Дина и Элейн Джиджикосов выходцев из Каламаты (Мессиния, Пелопоннес, Греция). Отец Джорджа является православным священником.
В 1990 году окончил Бирмингем-Саутернский колледж со степенью бакалавра наук в области делового администрирования и маркетинга. Ещё будучи студентом, начал работать ивент-менеджером (планирование мероприятий) политических предвыборных кампаний.
В 1996—1999 годах — ивент-менеджер в Конференц-центре округа Ориндж (Флорида).
В январе 1999 года учредил компанию «Telion», президентом которой является. Компания связана с политическими и религиозными организациями, ассоциациями и корпорациями, а также правительственными органами, которым оказывает помощь в проведении конференций, встреч, программ стимулирования и специальных мероприятий. В 2014 году «Telion» организовала поездку патриарха Константинопольского Варфоломея I и папы Римского Франциска в Иерусалим (Израиль).
В 2001—2009 годах, в период президентства Джорджа Буша-младшего, был сотрудником Белого дома, руководя организацией мероприятий, включая предвыборную президентскую кампанию Буша в 2004 году.
Являлся членом/консультантом предвыборных кампаний кандидатов в президенты США Джона Маккейна (2008) и Митта Ромни (2012).
В 2015 году занял должность директора по организации выступлений кандидата в президенты США Дональда Трампа в ходе его избирательной кампании. Джиджикос был одним из первых сотрудников кампании Трампа, при этом изначально единственным, кто занимался организацией его выступлений, встреч и приёмов по всей стране (в коненом итоге помощь в координации различных мероприятий оказывал штат из около 100 сотрудников). После победы Трампа в ноябре 2016 года Джиджикос вошёл в президентскую переходную команду, представляющую собой группу из около 100 помощников, политических экспертов, GR-специалистов и пр., кому было поручено оценивать, интервьюировать и рекомендовать кандидатов на высшие должности в кабинет президента и сотрудников для новой администрации. В декабре 2016 года издание «Politico» сообщило о том, что Джиджикос станет сотрудником Белого дома и займёт должность директора отдела организационно-подготовительных мероприятий.
Поддерживает тесные связи с греческой общиной США, в том числе делает частые пожертвования организациям Греческой Православной Архиепископии Америки. Является членом Ордена святого апостола Андрея и носит оффикий (титул) архонта Константинопольского патриархата. Церемония инвеституры прошла 25 октября 2015 года.
В январе 2017 года, накануне инаугурации Дональда Трампа, старец-архиепископ Американский Димитриос на традиционной встрече представителей греческой общины США и гостей из Греции даровал новому главе аппарата Белого дома Райнсу Прибусу, конгрессмену от Флориды Гасу Билиракису (также грекам по происхождению) и Джорджу Джиджикосу Медаль Святого Павла — высшую награду Американской архиепископии.

## Личная жизнь
С 2006 года женат на Ванесе Мораити родом из деревни Дзидзина (Лакония, Пелопоннес, Греция), в браке с которой имеет двух дочерей.
Крёстным отцом Джиджикоса является брат известного в Вашингтоне (округ Колумбия) священника Александроса (Алекса) Карлуцоса.